# Justin Hurwitz
Justin Hurwitz (Los Angeles County, 22 januari 1985) is een Amerikaans componist en scenarioschrijver. Hij is voornamelijk bekend als componist voor werken van filmregisseur Damien Chazelle, waaronder de originele filmmuziek en liedjes uit de film La La Land.

## Levensloop
Hurwitz studeerde samen met Chazelle aan de Harvard-universiteit in Cambridge. Ze speelden in dezelfde band en waren samen huisgenoten. Samen werkten zij aan een studiefilm, die later werd uitgebracht als Guy and Madeline on a Park Bench (2009). Vervolgens schreef Hurwitz voor Chazelle ook de originele filmmuziek van de films Whiplash (2014) en La La Land (2016). Als scenarioschrijver schreef hij een aflevering aan de animatieserie The Simpsons (2011) en zeven afleveringen van de sitcom The League (2011-2015). Ook produceerde (10 afleveringen) en schreef het verhaal (3 afleveringen) bij de comedyserie Curb Your Enthusiasm (2017).
In 2017 won hij bij de 89ste Oscaruitreiking voor de film La La Land zowel een Oscar voor beste originele muziek als een Oscar voor beste originele nummer ("City of Stars").

## Filmografie
- 2009: Guy and Madeline on a Park Bench
- 2014: Whiplash
- 2016: La La Land
- 2018: First Man
- 2022: Babylon

## Prijzen en nominaties
De belangrijkste:
| Jaar | Prijs         | Titel                | Categorie                                                | Uitslag     |
| ---- | ------------- | -------------------- | -------------------------------------------------------- | ----------- |
| 2016 | Grammy Award  | Whiplash             | Beste partituur soundtrack voor visuele media            | Genomineerd |
| 2017 | Academy Award | La La Land           | Beste filmmuziek                                         | Gewonnen    |
| 2017 | Academy Award | La La Land           | Beste filmsong ("City of Stars")                         | Gewonnen    |
| 2017 | Academy Award | La La Land           | Beste filmsong ("Audition (The Fools Who Dream")         | Genomineerd |
| 2017 | BAFTA Award   | La La Land           | Beste filmmuziek                                         | Gewonnen    |
| 2017 | Golden Globe  | La La Land           | Beste filmmuziek                                         | Gewonnen    |
| 2017 | Golden Globe  | La La Land           | Beste filmsong ("City of Stars")                         | Gewonnen    |
| 2018 | Grammy Award  | La La Land           | Beste partituur soundtrack voor visuele media            | Gewonnen    |
| 2018 | Grammy Award  | La La Land           | Beste compilatie soundtrack voor visuele media           | Gewonnen    |
| 2018 | Grammy Award  | La La Land           | Beste songschrijver voor visuele media ("City of Stars") | Genomineerd |
| 2018 | Emmy Award    | Curb Your Enthusiasm | Beste comedyserie (als producent)                        | Genomineerd |
| 2019 | Golden Globe  | First Man            | Beste filmmuziek                                         | Gewonnen    |
| 2023 | Golden Globe  | Babylon              | Beste filmmuziek                                         | Gewonnen    |
| 2023 | BAFTA Award   | Babylon              | Beste filmmuziek                                         | Genomineerd |
| 2023 | Academy Award | Babylon              | Beste filmmuziek                                         | Genomineerd |

## Hitlijsten

### Albums
| Album met eventuele hitnotering(en) in de Nederlandse Album Top 100 | Datum van verschijnen | Datum van binnenkomst | Hoogste positie | Aantal weken | Opmerkingen                                |
| ------------------------------------------------------------------- | --------------------- | --------------------- | --------------- | ------------ | ------------------------------------------ |
| La La Land                                                          | 2016                  | 31-12-2016            | 13              | 22           | met Benj Pasek en Justin Paul / soundtrack |

| Album met hitnotering(en) in de Vlaamse Ultratop 200 albums | Datum van verschijnen | Datum van binnenkomst | Hoogste positie | Aantal weken | Opmerkingen                                |
| ----------------------------------------------------------- | --------------------- | --------------------- | --------------- | ------------ | ------------------------------------------ |
| La La Land                                                  | 2016                  | 21-01-2017            | 6               | 37           | met Benj Pasek en Justin Paul / soundtrack |